# Clermont-Dessous
Clermont-Dessous is een gemeente in het Franse departement Lot-et-Garonne (regio Nouvelle-Aquitaine) en telt 724 inwoners (1999). De plaats maakt deel uit van het arrondissement Agen.

## Geografie
De oppervlakte van Clermont-Dessous bedraagt 15,0 km², de bevolkingsdichtheid is 48,3 inwoners per km².
De onderstaande kaart toont de ligging van Clermont-Dessous met de belangrijkste infrastructuur en aangrenzende gemeenten.

## Demografie
Onderstaande figuur toont het verloop van het inwonertal (bron: INSEE-tellingen).